# Вікіпедія мовою пушту
Вікіпедія мовою пушту — розділ Вікіпедії мовою пушту. Створена у 2003 році. Вікіпедія мовою пушту станом на 26 березня 2025 року містить 20 466 статей, 35 415 зареєстрованих користувачів, 58 активних дописувачів, 3 адміністраторів
. Загальна кількість сторінок у Вікіпедії мовою пушту — 72 610, редагувань — 349 172, завантажених файлів — 1808
. Глибина (рівень розвитку мовного розділу) Вікіпедії мовою пушту середня і становить 31.2 пунктів
. 

## Історія
- Лютий 2006 — створена 100-та стаття[3].
- Лютий 2009 — створена 1 000-на стаття[3].
- Лютий 2014 — створена 5 000-на стаття[4].